# Ruptura dintre Tito și Stalin
Ruptura dintre Tito și Stalin a fost un conflict între liderii RFS Iugoslavia și URSS, care în 1948 a dus la expulzarea Iugoslaviei din Biroul Comunist de Informații (Cominform). Acesta a fost începutul perioadei Informbiro marcată de relațiile proaste cu URSS, care au încetat în 1955. Datorită rupturii sovieticii îi acuzau pe iugoslavi de lipsă de loialitate față de URSS, în timp ce Iugoslavia și Vestul prezentau cu mândrie evenimentul ca rezultat al nesupunerii lui Iosip Broz Tito față de Iosif Stalin în problema devenirii Iugoslaviei stat satelit.

## Origini
În timpul celui de-al Doilea Război Mondial, spre deosebire de alte țări din Europa ocupată de germani, Iugoslavia a învins Puterile Axei fără sprijin important, direct, de la aliați. Armata Roșie doar a asistat partizanii iugoslavi în capturarea Belgradului; orice alt ajutor a fost indirect, sub forma  luptei împotriva Germaniei în altă parte și de prin distragerea atenției de la frontul iugoslav.
Rolul de lider în eliberarea Iugoslaviei al Mareșalul Josip Broz Tito, nu numai că i-a consolidat foarte mult poziția în partidul său și în rândul poporului iugoslav, dar, de asemenea, l-au făcut să fie mai insistent ca Iugoslavia să obțină o libertate mai mare în problema urmăririi propriilor interese decât alți lideri din Blocul răsăritean, lideri care au avut mai multe motive (și erau sub presiune mai mare) să recunoască  eforturile sovietice în eliberarea țărilor lor de sub ocupație forțelor Axei. Acest lucru a condus deja la unele fricțiuni între cele două țări chiar înainte de sfârșitul celui de-al Doilea Război Mondial. Deși Tito a fost formal un aliat al lui Stalin, după război, încă din 1945, sovieticii au înființat un cerc de spionaj în partidul comunist iugoslav dând cale unei alianțe incomode.
În perioada imediat după război au avut loc mai multe incidente armate între Iugoslavia și Aliații occidentali. După război, Iugoslavia a capturat cu succes teritoriul Istriei, precum și orașele Zadar și Rijeka care din 1920 erau parte din Italia. Această mișcare a fost în beneficiul direct al populației slave din regiune (în principal croați și sloveni). Conducerea Iugoslavă a căutat să încorporeze și Triest în țară, acțiune la care aliații occidentali s-au opus. Acest lucru a dus la mai multe incidente armate, în special la atacuri aeriene iugoslave cu avioane de vânătoare asupra avioanelor de transport americane, provocând critici amare din partea occidentalilor. Din 1945 până în 1948, cel puțin patru avioane SUA au fost doborâte. Stalin s-a opus acestor provocări, deoarece el simțea că URSS era nepregătită pentru a face față occidentalilor într-un război deschis atât de repede după pierderile din Al Doilea Război Mondial. În plus, Tito a susținut deschis partea comunistă din Războiul Civil Grec, în timp ce Stalin s-a ținut la distanță, după ce a încheiat cu Churchill acordul de procentaj privind împărțirea Europei de Est, acord care nu îi permitea lui Stalin să sprijine comuniștii greci.

## PrimulCominform
Cu toate acestea, lumea vedea încă cele două țări ca fiind cei mai apropiați aliați. Acest lucru a fost evident la prima reuniune a Cominformului în 1947, unde reprezentanții iugoslavi au fost cei mai critici la adresa partidelor naționale comuniste, pe care îi acuzau că ar fi insuficient dedicați cauzei comunismului, în special partidele comuniste din Italia și Franța  datorită angajării acestora în politici de coaliție. Ei, prin urmare, criticau  pozițiile sovietice. Sediul central pentru Cominform a fost înființat chiar în Belgrad. Cu toate acestea, ca urmare a unui număr mare de neînțelegeri, între cele două țări opiniile contrare adânceau tot mai mult prăpastia.

## Călătoria la Moscova
Fricțiunea care a dus la scindarea finală a avut multe cauze, dintre care multe pot fi în cele din urmă legate de viziunea regională a lui Tito și refuzul său de a accepta Moscova ca autoritatea supremă comunistă. Iugoslavii au fost de părere că societățile pe acțiuni favorizate în Uniunea Sovietică nu au fost eficiente în Iugoslavia. În plus, desfășurarea de trupe iugoslave în Albania, întreprinsă de Tito a pentru a preveni răspândirea războiului civil din Grecia în țări vecine (inclusiv Iugoslavia), s-a efectuat fără consultarea sovieticilor, ceea ce l-a mâniat foarte mult pe Stalin.
Stalin a fost, de asemenea, furios privind aspirațiile lui Tito de a fuziona Iugoslavia cu Bulgaria (și de a crea, prin urmare, un adevărat „Pământ al slavilor de sud”), o idee cu care Stalin a fost de acord teoretic, dar care a avut loc, de asemenea, fără o consultare sovietică prealabilă. El a chemat la Moscova doi dintre oficialii lui Tito, Milovan Djilas și Edvard Kardelj, pentru a discuta aceste probleme. Ca urmare a acestor discuții, Djilas și Kardelj s-au convins că relațiile iugoslavo-sovietice au atins deja un impas.

## Schimbul de scrisori între părți
Între călătoriile la Moscova și cea de a doua întâlnire a Cominformului, între PCUS și Partidul Comunist din Iugoslavia (PCI) a avut loc o serie de schimburi de scrisori care detaliau nemulțumirile părților. Prima scrisoare a PCUS, din 27 martie 1948, acuza partea iugoslavă de denigrare socialismului sovietic prin afirmații cum ar fi „socialismului în Uniunea Sovietică a încetat să mai fie revoluționar”. S-a susținut, de asemenea, că PCI nu a fost suficient de democratică, și că nu a  acționat cu îndrăzneala care ar conduce țara spre socialism. Sovieticii au declarat că „nu se poate considera o astfel de organizație de partid comunist să fie marxist-leninistă, bolșevică”.
Răspunsul PCI pe 13 aprilie a fost atât atât negarea puternică a acuzațiilor sovietice, apărarea naturii revoluționare a partidului, cât și reafirmarea bunelor considerații privind Uniunea Sovietică. Cu toate acestea, PCI remarca, de asemenea, că „indiferent cât de mult iubește fiecare dintre noi țara socialismului, URSS, în nici un caz respectivul nu-și poate iubi propria sa țară mai puțin”. Răspunsul sovietic pe 4 mai a admonestat PCI pentru că nu a recunoscut și nu corectat greșelile sale, și a continuat să acuze PCI de a fi prea mândri de succesele lor împotriva germanilor, susținând că Armata Roșie a „i-a salvat de la distrugere”, o declarație puțin probabil adevărată, odată ce partizanii lui Tito au scăpat cu succes de forțele Axei timp de trei ani înainte de apariția acolo a Armatei Roșii. Răspunsul PCI pe 17 mai a fost puternic la încercările sovietice de a defăima succesul mișcării de rezistență iugoslavă, și a sugerat ca problema să fie reglată la ședința Cominformului, care se va ține în iunie.

## Cel de-al doilea Cominform
Tito nu a participat nici la a doua întâlnire a Cominformului, temându-se că Iugoslavia o să fie în mod deschis atacată. Pe 28 iunie, celelalte țări membre au expulzat Iugoslavia, motivând că „elemente naționaliste”, au „reușit în decursul ultimilor cinci sau șase luni să ajungă în poziție dominantă în conducerea PCI”. Rezoluția a avertizat Iugoslavia că ar fi pe calea de întoarcere spre capitalismul burghez din cauza sale poziției sale naționaliste, concentrată pe independență.

## Consecințe
Expulzarea a îndepărtat efectiv Iugoslavia de la asociația internațională a statelor socialiste. După expulzare, Tito i-a reprimat pe cei care au sprijinit rezoluția, numindu-i „Cominformiști”. Mulți au fost trimiși în lagăre asemănătoare gulagurilor, închiși la Goli Otok. Între 1948 și 1952, Uniunea Sovietică a încurajat aliații săi șă-și facă o linie de apărare lângă granița iugoslavă, în special în sudul Ungariei și vestul României pentru un eventual atac din Iugoslavia. 
Succesorul lui Stalin, Nikita Hrușciov, mai târziu, a comentat că „Tito a fost următorul pe lista lui Stalin, după Coreea.” Ulterior, în celelalte state socialiste din Europa de Est au avut loc epurări privind pe cei acuzați de a fi „Titoiști”.
Titoismul a fost asociat cu o poziție naționalistă pe drumul socialismului, diferită de cea a Uniunii Sovietice. În timp ce acest lucru a fost permis în anii imediat după Al Doilea Război Mondial, fisura a determinat sovieticii să încurajeze liderii est-europeni de a utiliza măsuri dure pentru a preveni răspândirea revoltei lui Tito. În toate țările din Blocul de Est, între sfârșitul anilor 1940 și începutul anilor 1950, conducătorii comuniști locali s-au folosit de acuzația de titoism pentru a se debarasa de rivalii lor. Așa s-a întâmplat în Republica Populară Bulgară pentru eliminarea lui Traico Kostov⁠(en)[traduceți], în Republica Populară Ungară pentru a-l elimina pe László Rajk, în Republica Populară Albania împotriva lui Koçi Xoxe⁠(en)[traduceți], în Republica Socialistă Cehoslovacă pentru Procesul de la Praga⁠(en)[traduceți] (1952) unde au fost condamnați la moarte Rudolf Slansky și alte persoane din conducerea partidului, în Republica Populară Polonă pentru a-l dizgrația pe Władysław Gomułka. 
După moartea lui Stalin și repudierea politicilor sale de către Nikita Hrușciov, s-a făcut pace cu Tito și Iugoslavia a fost readmisă în frăția internațională a statelor socialiste. Cu toate acestea, relațiile dintre cele două țări nu au fost niciodată complet reconstruite; Iugoslavia va continua să ia un curs independent în politica mondială, evitând influența atât dinspre vest cât și din est. Armata Populară Iugoslavă a menținut două planuri oficiale de apărare, unul împotriva unei invazii NATO și unul împotriva unei invazii din partea Pactului de la Varșovia.

Statele membre Mișcării de Nealiniere (2009). Statele cu albastru deschis au statut de observatori.

Tito a folosit înstrăinarea de URSS pentru a obține ajutor din partea Planului Marshall, și a fondat Mișcarea de Nealiniere, în care Iugoslavia a fost forța conducătoare.